# Luciano Barra Caracciolo
Luciano Barra Caracciolo (Roma, 1º settembre 1959) è un giurista, magistrato e politico italiano.

## Biografia
Successivamente alla maturità scientifica si è laureato in giurisprudenza nel 1982 con il massimo dei voti con tesi in diritto processuale amministrativo sotto Mario Nigro. Nel 1984 ha usufruito di una borsa di studio del CNR presso l'Università dell'Illinois - Urbana-Champaign. È stato magistrato ordinario dal 1985 al 1989. Nel 1990 diviene magistrato amministrativo presso il TAR Piemonte e nel 1993 passa al Consiglio di Stato come vincitore di concorso. Nel 1992/1993 è componente elettivo del Consiglio di Presidenza della giustizia amministrativa come magistrato del TAR.
È Consigliere giuridico dei Ministri della funzione pubblica Giuliano Urbani nel Governo Berlusconi I e Franco Frattini nel Governo Dini. Per il Governo Berlusconi I è Capo di gabinetto del Ministero per gli italiani nel mondo.
È stato visiting scholar presso la University of California in Los Angeles UCLA, per l'anno 1996, nel corso del quale ha condotto studi sulla funzione amministrativa negli Stati Uniti.
Nel 1997 è componente della Commissione per l'elaborazione di una legge di riordino delle Autorità indipendenti nominata dal Ministro della funzione pubblica sotto Franco Bassanini. Sempre sotto Bassanini è Esperto presso il Nucleo della semplificazione dell'attività amministrativa presso la Presidenza del Consiglio dei Ministri, in posizione di fuori ruolo, dalla fine del 1999 al marzo 2001. Sarà poi Vice Segretario generale della Presidenza del Consiglio dei Ministri dal maggio 2001 al marzo 2005 per il Governo Berlusconi II.
È stato componente del Consiglio di Presidenza della Giustizia Amministrativa dal 2009 al 2013. Dal 2010 al 2018 è presidente di sezione del Consiglio di Stato. Collabora con la rivista Formiche ed è proprietario del blog Orizzonte48.com.
Il 12 giugno 2018 viene nominato sottosegretario agli Affari europei nel Governo Conte I. Cessa dalla carica il 5 settembre 2019, con l'insediamento del Governo Conte II.

## Prese di posizione
Caracciolo ha esposto in diverse occasioni posizione fortemente euroscettiche, dichiarandosi a favore dell'uscita dell'Italia dalla zona euro, arrivando a pubblicare sul suo blog Orizzonte48 la foto di una bandiera dell'Unione Europea sovrapposta a quella della Germania nazista. Nella sua pubblicazione La Costituzione nella palude, Caracciolo ha argomentato a favore della tesi del primato del diritto nazionale sulle normative comunitarie.
Sempre nel suo blog Caracciolo in più di una occasione ha citato la teoria del complotto "Hazard circular", menzionata da Ezra Pound nel romanzo Oro e lavoro.
Caracciolo ha inoltre condiviso varie tesi dell'economista leghista Alberto Bagnai, oltre a partecipare ad incontri con il filosofo Diego Fusaro.

## Pubblicazioni

### Come autore unico
- Funzione amministrativa e amministrazione neutrale nell'ordinamento U.S.A. - Profili comparativi con l'esperienza italiana, Torino, Giappichelli, 1997.
- Euro e (o?) democrazia costituzionale. La convivenza impossibile tra costituzione e trattati europei, Roma, Dike, 2013.
- La costituzione nella palude. Indagine sui trattati al di sotto di ogni sospetto, Reggio Emilia, Imprimatur, 2015.
- Lo strano caso Italia. Breviario di politiche economiche nella crisi del globalismo istituzionale aggiornato all’emergenza Coronavirus, Massa, Eclettica, 2020.

### Con altri autori (in atti di convegni)
- I controlli amministrativi esterni e le Autorità indipendenti, 2. convegno nazionale sulle amministrazioni pubbliche, Napoli 9 e 10 maggio 1997, Napoli, Delegazione regionale della Corte dei Conti della Campania, 1997.
- Significato, natura e funzioni delle Autorità indipendenti, Milano, Giuffrè, 1998.
- Nuova giurisdizione del giudice amministrativo, seminario di studi svoltosi a Roma il 25-26-27 marzo 1999, Torino, Giappichelli, 2000.
- Il procedimento davanti alle Autorità indipendenti, Torino, Giappichelli, 1999.